# Sibley's, Lindsay and Curr Building
Sibley's, Lindsay and Curr Building es un edificio comercial histórico ubicado en Rochester (Estados Unidos). Fue diseñado por el destacado arquitecto de Rochester J. Foster Warner y construido para Sibley's en 1904. El ala original del edificio se construyó en 1906 como un edificio de acero esquelético de estilo escuela de Chicago de cinco pisos revestido de ladrillo romano marrón con ventanas de estilo Chicago profundamente encajadas, coronado por una torre de reloj con detalles de estilo barroco y renacentista. Se hicieron adiciones al edificio en 1911 y 1924, incluida una torre de 12 pisos. : 74–75, 78–79 
Fue incluido en el Registro Nacional de Lugares Históricos en 2014. 

## Historia

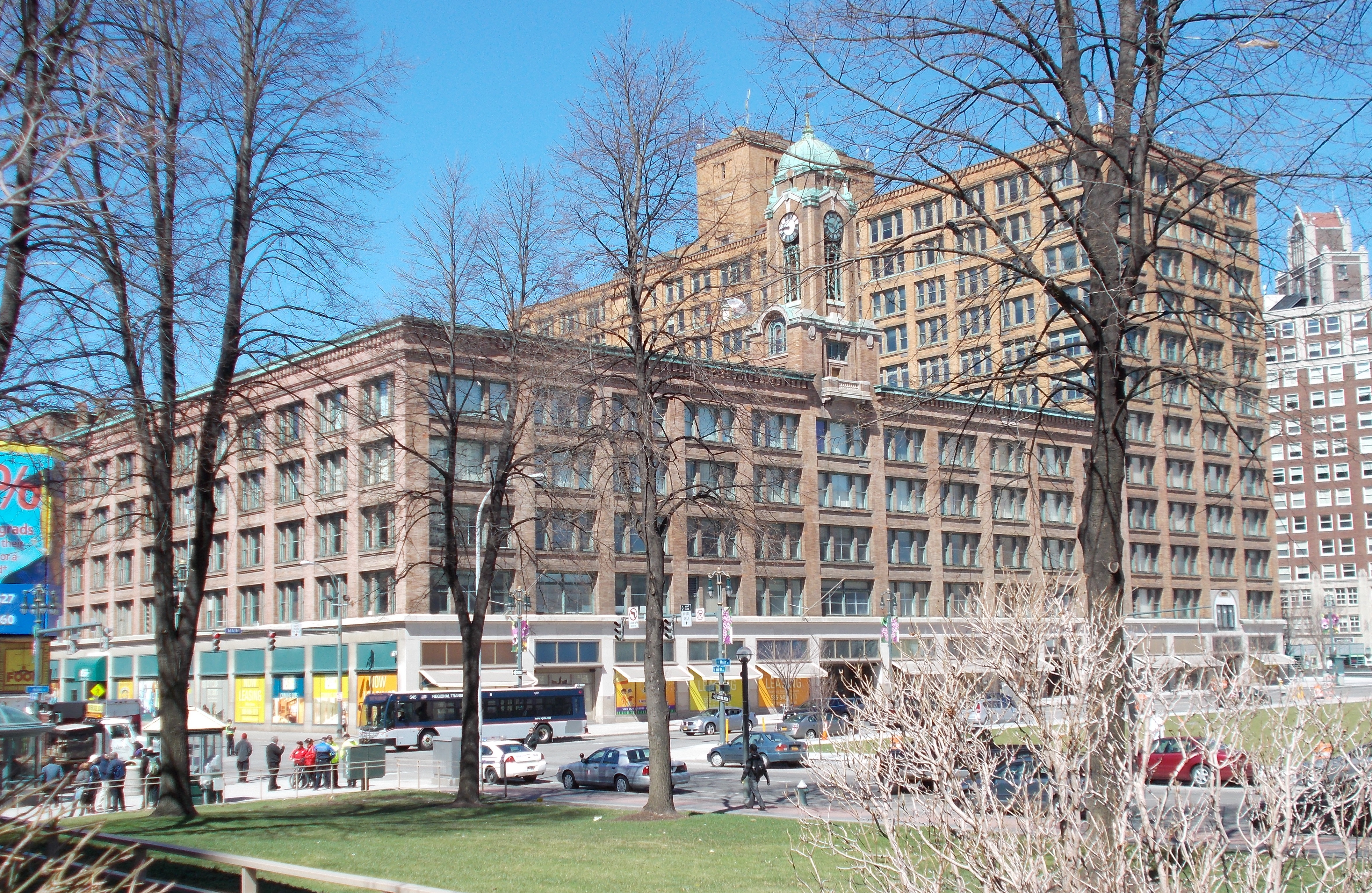
Sibley's, Lindsay and Curr Building en 2014

En 1905, después de que el desastroso " incendio Sibley " de 1904 destruyera el Granite Building y gran parte del distrito de productos secos de Rochester, Sibley's se mudó a su ubicación final, el Sibley Building en la esquina noreste de East Main Street y Clinton Avenue. Para 1939, Sibley's era la tienda por departamentos más grande entre la ciudad de Nueva York y Chicago. Sibley's fue adquirida por The May Department Stores Company y la ubicación del Sibley Building cerró a principios de la década de 1990.
Consulte Sibley's para obtener más información sobre la historia de los grandes almacenes Sibley's.

### Plaza del Poste de la Libertad
Adyacenyte al edificio está la histórica Plaza del Poste de la Libertad de Rochester, un espacio de reunión pública que contiene una gran escultura de metal conocida como Liberty Pole. La estructura metálica actual de 58 m se erigió en 1965, la tercera estructura de este tipo en el sitio después de dos postes de la libertad anteriores hechos de madera en el siglo XIX.

### Monroe Community College - Campus de Damon City
El edificio Sibley fue anteriormente el hogar del campus MCC Downtown de la Universidad Estatal de Nueva York, campus de Damon City. El campus abrió en 1991 como el segundo campus de la universidad y permaneció en el edificio hasta la finalización de su nuevo Campus Downtown, ubicado en la Torre Kodak, sede de la empresa Kodak.

## Sibley Square
Hoy, el edificio es propiedad de WinnCompanies de Boston y fue remodelado para convertirlo en un edificio de usos múltiples. Después de la compra, el edificio pasó a llamarse Sibley Square y su dirección se actualizó de 228 East Main Street a 250 East Main Street. La planta baja del edificio contiene espacio comercial que incluye una tienda de comestibles DGX, mientras que los pisos superiores contienen espacio para oficinas y apartamentos de lujo.